# Liatongus rhinocerus
Liatongus rhinocerus là một loài bọ cánh cứng trong họ Bọ hung (Scarabaeidae).